# Akin Károly
Akin Károly (Buda, 1830. január 15. – Fiume, 1893. október 31.) fizikus, a Magyar Tudományos Akadémia levelező tagja. A levelezőlap feltalálója.

## Élete
Bölcsészdoktori diplomát szerzett, fizikával és kémiával foglalkozott. Természettudományos értekezései 1862-től külföldi (bécsi, németországi, londoni stb.) folyóiratokban jelentek meg német és angol nyelven. 1866-tól hazai lapok is befogadták írásait, 1867–1868-ban pedig már a Magyar Tudományos Akadémián tartott felolvasásokat. 1868. március 18-án az MTA levelező tagjai sorába választotta, akadémiai székfoglalóját Az egzakt tudományok jelen állapotáról Magyarországon címmel tartotta meg 1868. november 9-én.
1872-ben lipótvárosi képviselőjelöltként indult a választásokon, de nem járt sikerrel. Az országot elhagyta, s Bécsben telepedett le. Feltalálta a levelezőlapot, az ötlet megvalósításához azonban nem tudott kellő anyagi forrást biztosítani. Öngyilkos lett.

## Főbb művei
- A Calsescentiáról.  Természettudományi Közlöny,   (1866)
- A gázok összenyomhatóságáról.  Értekezések a Természettudományok Köréből,  I. évf.  6. sz. (1867) REAL-EOD
- Az electricitás eredetéről.  Budapesti Szemle,   (1867)
- Faraday Mihály.  Értekezések a Természettudományok Köréből,  I. évf.  10. sz. (1868) REAL-EOD
- Ideen zur Reform des höheren Unterrichtswesens: Denkschrift an der ungar. Minister für Cultus u. Unterricht. Pest: Kilián. 1868.
- Vérités politiques concernant la Hongrie. Paris: Librairie internationale. 1869.
- A magyar bank szervezéséről. Budapest: Fekete. 1873.